# Aldo Corzo
Aldo Sebastián Corzo Chávez (ur. 20 maja 1989 w Limie) – peruwiański piłkarz występujący na pozycji prawego obrońcy, reprezentant Peru, od 2017 roku zawodnik Universitario de Deportes.

## Kariera klubowa
Corzo pochodzi ze stołecznego miasta Lima i jest wychowankiem tamtejszego zespołu Regatas, jednak jego talent został zauważony przez Jaime Duarte – skauta Alianzy Lima – gdzie rozpoczął profesjonalną karierę. W barwach Alianzy zadebiutował w peruwiańskiej Primera División – 20 sierpnia 2008 w wygranym 2:0 spotkaniu ze Sport Boys. Premierowego gola w najwyższej klasie rozgrywkowej strzelił 1 marca 2009 w zremisowanej 1:1 konfrontacji z Juan Aurich. W tym samym sezonie 2009 został podstawowym zawodnikiem swojego zespołu i wywalczył z nim wicemistrzostwo kraju.
Wiosną 2010 Corzo przeszedł do rywala Alianzy zza miedzy – Universidadu San Martín. Już w pierwszych rozgrywkach w nowym klubie – 2010 – zdobył pierwszy w karierze tytuł mistrza Peru. Wziął także wówczas udział w pierwszym turnieju międzynarodowym – Copa Sudamericana, odpadając z Universidadem w 1/16 finału. Rok później wystąpił w Copa Libertadores, gdzie jego ekipa zakończyła swój udział już w fazie grupowej.
| Sezon | Klub                   | Kraj | Rozgrywki        | Mecze | Bramki |
| ----- | ---------------------- | ---- | ---------------- | ----- | ------ |
| 2008  | Alianza Lima           | Peru | Primera División | 13    | 0      |
| 2009  | Alianza Lima           | Peru | Primera División | 34    | 1      |
| 2010  | Universidad San Martín | Peru | Primera División | 11    | 0      |
| 2011  | Universidad San Martín | Peru | Primera División | 25    | 1      |
| 2012  | Universidad San Martín | Peru | Primera División |       |        |

## Kariera reprezentacyjna
W 2009 roku Corzo znalazł się w składzie reprezentacji Peru U–20 na Młodzieżowe Mistrzostwa Ameryki Południowej, gdzie był podstawowym zawodnikiem kadry, występując w czterech meczach, natomiast jego ekipa odpadła już w pierwszej rundzie i nie zakwalifikowała się na Mistrzostwa Świata U–20 w Egipcie.
W seniorskiej reprezentacji Peru Corzo zadebiutował 6 lutego 2009 w przegranym 0:1 meczu towarzyskim z Salwadorem. W 2011 roku został powołany przez selekcjonera Sergio Markariána na rozgrywany w Argentynie turniej Copa América, na którym wystąpił w dwóch spotkaniach, strzelając bramkę samobójczą w przegranym 0:1 pojedynku fazy grupowej z Chile, natomiast Peruwiańczycy zajęli ostatecznie trzecie miejsce.